# 布拉戈達特涅 (洛佐瓦區)
49°4′55″N 36°35′11″E / 49.08194°N 36.58639°E
布拉霍達特內（烏克蘭語：Благодатне）是位於烏克蘭東部的村莊，由哈爾科夫州洛佐瓦區的洛佐瓦市鎮負責管轄。該村始建於1824年，面積0.11平方公里，海拔高度89米，2001年人口36。